# Іван Кронштадський
Іоанн Кронштадський (при народжені Іван Ілліч Сє́рґієв рос. Иван Ильич Се́ргиев, 31 жовтня 1829, с. Сура — 2 січня 1909, Кронштадт) — святий Російської православної церкви, священник, подвижник, чудотворець.

## Життєпис
Народився в селі Сура Пінезького повіту Архангельській губернії Російської імперії (нині — в Пінезькому районі Архангельської області Російської Федерації) в родині незаможного псаломщика. Був тихою і спокійною дитиною, любив самітність, природу й молитву.
По закінченні Архангельської семінарії та богословської академії (мав ступінь кандидата богослов'я), йому запропонували роботу в соборній церкві Святого Андрія, на острові Кронштадт неподалік Санкт Петербургу. Отець Іван погодився. На острові Кронштадт жили виселені з материка і столиці імперії злочинці, бездомні, жебраки. Для них отець Іван зорганізував на острові «Дім Праці». У своїй церкві він щоденно служив Літургію і причащав тисячі людей. Жив як монах, все, що отримував роздавав бідним, а також переказувував на утримання монастирів. Бувало, що не маючи, що дати жебраку, віддавав йому власне взуття і босим повертався додому. Особливо любив дітей.
Був членом праворадикальної націоналістичної організації «Союз русского народа». Обстоював монархічні і ксенофобські цінності.
Після смерті мощі святого були перенесені до закладеного ним Жіночого монастиря на Карпівці в Санкт-Петербурзі.
Церква святкує його пам'ять 2 січня.

## Оповідання з життя Святого Іоанна Кронштадського
- В дитинстві Івану погано давалася грамота, він вчився гірше своїх товаришів по навчанню. Вночі із гарячими сльозами молилася дитина Богові й своєму Ангелу Охоронителю, щоб Господь допоміг йому в навчанні. Одного разу вночі, після гарячої молитви сталося чудо: наче завіса впала хлоп'яткові з очей, розкрився йому розум й після того одразу ж почав він вільно читати, запам'ятовувати та розуміти усі науки.
- Шанований у Росії святий, священник Іоанн Кронштадський, який незадовго перед вибухом Першої світової брав участь в освяченні варшавського собору Олександра Невського, сказав тоді, що храм стоятиме недовго, мовляв, якщо вийде з Польщі Російська імперія, не стане й цієї церкви. Так і сталося. Символ тимчасової перемоги самодержав'я та православ'я в Варшаві почали розбирати вже у 1920-му, саме тоді, коли під стіни Варшави підходила радянська Червона армія.
- Колись Іоанн Кронштадський сказав, що письменник Лев Толстой у своєму богохульстві так далеко зайшов, що Бог уже може не прийняти його покаяння. Так і сталося: Толстой помер без сповіді і причастя.
- Іоанн Кронштадський говорив паломникам з Києва: «Навіщо ви так далеко їхали, адже у вас в Києві є отець Михаїл Едлінський.»

## Дари Іоанна
- Цілительство за допомогою води, причастя і молитви від тифу, сліпоти, паралічу і безумства.
- Ясновидіння (серцевидення)
- Сильна молитва (виклик дощу по молитві)
- Прозорливість
- Вигнання злих духів з людей
- можливість з'являтися на відстані людям, які молили святого отця про зцілення та поміч.

## Цитати святого
- Хто заперечує пости, той віднімає у себе й у інших зброю проти багатостраждальної плоті своєї й проти диявола, сильних проти нас особливо через нестриманість. — Іоанн Кронштадський
- Коли під час молитви оволодіє твоїм серцем зневіра і тужливість, знай, що це походить від диявола, який всіляко намагається зайняти тебе в молитві. — Іоанн Кронштадський
- Демократія у пеклі, а на небі царство. — Іоанн Кронштадський
- Віра є ключем до Божої скарбниці. — Іоанн Кронштадський
- Маючи намір молитися Цариці Небесній, ще до молитви будь твердо впевнений, що не підеш від Неї, не отримавши милості… — Іоанн Кронштадський
- Немає приводу дивуватися, що образ сина погибелі буде говорити, бо техніка останніх часів досягне, за свідченням древніх отців, найбільшого розвитку. — Іоанн Кронштадський
- Біснуватий тілесно помучається, але душа його спасеться, а от хто біснуватий духовно, тому погибель. — Іоанн Кронштадський

## Книги і твори
Автор багатьох друкованих книг, звернень, проповідей. Найбільшу відомість отримав твір «Моє життя во Христі». Опубліковані щоденники св. прав. Іоанна Кронштадського.